# 1064
1064 (MLXIV) var ett skottår som började en torsdag i den julianska kalendern.

## Händelser

### Januari
- 31 januari – Motpåven Honorius II avsätts.

### Okänt datum
- Stenkil låter bygga Sankt Pers kyrka i Sigtuna och grundar därmed ett biskopssäte där, med Adalvard d.y. som dess förste biskop.

## Födda
- Nils Svensson, kung av Danmark 1104–1134.
- Adele av Flandern, drottning av Danmark 1080–1086, gift med Knut den helige (född detta eller nästa år).

## Avlidna
- Donnchad mac Briain, storkonung av Irland sedan 1022.
- Adalvard den äldre, biskop.